# منطقة دلوينه
منطقة دلوينه (بالألبانية: Rrethi i Delvinës) هي واحدة من ستة وثلاثين منطقة تقع في ألبانيا وهي جزء من مقاطعة فلوره.[بحاجة لمصدر] يقدر عدد سكانها بـ 11,985 نسمة ومساحتها 348 كم2 .